# Crispatotrochus
Crispatotrochus is een geslacht van neteldieren uit de klasse van de Anthozoa (bloemdieren).

## Soorten
- Crispatotrochus cornu (Moseley, 1881)
- Crispatotrochus curvatus Cairns, 1995
- Crispatotrochus foxi (Durham & Barnard, 1952)
- Crispatotrochus galapagensis Cairns, 1991
- Crispatotrochus gregarius Cairns, 2004
- Crispatotrochus inornatus Tenison-Woods, 1878
- Crispatotrochus irregularis (Cairns, 1982)
- Crispatotrochus niinoi (Yabe & Eguchi, 1942)
- Crispatotrochus rubescens (Moseley, 1881)
- Crispatotrochus rugosus Cairns, 1995
- Crispatotrochus septumdentatus Kitahara & Cairns, 2008
- Crispatotrochus squiresi (Cairns, 1979)
- Crispatotrochus woodsi (Wells, 1964)